# Шеель, Густав Адольф
Густав Адольф Шеель (нем. Gustav Adolf Scheel, 22 ноября 1907, Розенберг (Баден), Баден-Вюртемберг — 25 марта 1979, Гамбург) — партийный деятель НСДАП, рейхсштудентентфюрер (ноябрь 1936), гауляйтер и рейхсштатгальтер (ноябрь 1941), обергруппенфюрер СС (1 августа 1944) и генерал полиции (1 сентября 1944).

## Биография
Густав Адольф Шеель родился 22 ноября 1907 года в семье евангелистского пастора Вильгельма Шееля. С 1922 по 1928 посещал гимназию Карла Фридриха в Мангейме. Будучи учащимся участвовал в правых кругах немецкого Молодёжного движения (нем. Jugendbewegung). С 1928 по 1930 изучал право, экономику, богословие и медицину в университетах Тюбингена и Гейдельберга.
В 1929 году вступил в Национал-социалистический союз студентов Германии. В 1930 году организовал так называемый «Гумбелевский бунт», требуя увольнения преподавателя-пацифиста Эмиля Гумбеля, впоследствии изгнанного из университета. 1 октября 1930 года вступил в СА и 1 декабря в НСДАП (билет № 391 271). С 1930 года был заместителем председателя гейдельбергского студенчества, а в 1931 году национал-социалистическим большинством был избран председателем.
С 1932 года руководитель Юго-Западного округа Немецкого студенческого союза. С января по апрель 1933 года был председателем студенческого комитета, активно участвовал в «чистке» гейдельбергского студенчества от евреев, марксистов и пацифистов, в мае того же года стал организатором и оратором кампании по сожжению книг. 17 апреля 1934 года был выдвинут в руководство Национал-социалистического союза студентов Германии, и после сдачи государственного экзамена получил степень доктора медицины.
13 сентября 1934 года покинул СА и через два дня перешёл в СС (билет № 107 189). В том же году вступил в СД и начал быстро продвигаться по карьерной лестнице. С сентября 1935 года назначен руководителем оберабшнита СД «Юго-Запад», одновременно с 1 октября 1936 года был инспектором полиции безопасности и СД в Штутгарте. Из студенческой среды привлёк к работе в СД многих будущих руководителей айнзатгрупп, таких как Вальтер Шталекер, Мартин Зандбергер, Эрвин Вайнман, Эрих Эрлингер, Ойген Штаймле.
За «заслуги» перед студенчеством 22 ноября 1935 года был избран почётным сенатором Гейдельбергского университета. В июне 1936 года женился на Элизабет Лотце (у них родилось четверо детей). 5 ноября 1936 года указом Рудольфа Гесса был назначен имперским руководителем студентов, объединявшим Национал-социалистический союз студентов Германии и Немецкий студенческий союз. В 1938 году избран депутатом Рейхстага от НСДАП в округе Кёльн-Ахен. В октябре 1940 года организовал депортацию евреев Карлсруэ в концентрационный лагерь Гурс зоне Режима Виши, в рамках так называемой акции «Вагнера — Бюркеля».
С 30 апреля по 24 ноября 1941 года являлся высшим руководителем СС и полиции «Альпенланд» (со штаб-квартирой в Зальцбурге) и одновременно с 15 мая по 18 ноября руководитель оберабшнита СС «Альпенланд». 18 ноября 1941 года назначен гауляйтером и 27 ноября имперским наместником Зальцбурга. Тогда же вышел из СД, но сохранил за собой должность Имперского руководителя студентов. С 11 декабря 1942 года имперский комиссар обороны 18-го военного округа (со штаб-квартирой в Зальцбурге). В 1944 году официально вышел из церкви. 29 июня 1944 года назначен Имперским руководителем преподавателей высших учебных заведений (возглавлял Национал-социалистический союз немецких доцентов до 8 мая 1945 года). По политическому завещанию Гитлера 29 апреля 1945 года назначался имперским министром культуры, но назначение не состоялось. После занятия американскими войсками Зальцбурга 4 мая 1945 года Шеель бежал.
| Карьера в СС              | Карьера в СС    | Карьера в СС |
| Звание                    | Дата присвоения |              |
| ------------------------- | --------------- | ------------ |
| Генерал полиции           | 01.09.1944      |              |
| Обергруппенфюрер          | 01.08.1944      |              |
| Генерал-лейтенант полиции | 21.06.1942      |              |
| Группенфюрер              | 21.06.1942      |              |
| Бригадефюрер              | 20.04.1941      |              |
| Оберфюрер                 | 20.04.1938      |              |
| Штандартенфюрер           | 30.01.1937      |              |
| Оберштурмбаннфюрер        | 09.11.1936      |              |
| Штурмбаннфюрер            | 20.04.1936      |              |
| Гауптштурмфюрер           | 30.01.1936      |              |
| Оберштурмфюрер            | 20.04.1935      |              |
| Унтерштурмфюрер           | 15.09.1934      |              |

## После войны
14 мая был арестован американцами в Санкт-Файте. До 24 декабря 1947 года находился в тюрьмах и лагерях для интернированных, затем был отпущен. После повторного интернирования, он был переведён в Гейдельберг для денацификации. В 1948 году судом по денацификации был признан «главным обвиняемым» и приговорён к 5 годам трудовых лагерей. После апелляции 24 декабря 1948 года был переквалифицирован в разряд «соучастников» и отпущен. В его защиту выступал архиепископ Зальцбурга Андреас Рорахер, так как Шеель сдал город без боя и это позволило избежать его полного разрушения. Затем переехал в Гамбург, где работал в порту и в 1949 году врачом в госпитале. С февраля 1954 по 8 апреля 1977 года занимался частной врачебной практикой. Умер 25 марта 1979 года.

## Награды
- Шеврон старого бойца
- Крест военных заслуг 1-й степени с мечами
- Крест военных заслуг 2-й степени с мечами
- Золотой значок Гитлерюгенд с дубовыми листьями
- Золотой партийный знак НСДАП
- Медаль За выслугу лет в НСДАП в бронзе и серебре
- Кольцо «Мёртвая голова»
- Почётная шпага рейхсфюрера СС